# Anthurium cachabianum
Anthurium cachabianum är en kallaväxtart som beskrevs av Luis Aloysius, Luigi Sodiro. Anthurium cachabianum ingår i släktet Anthurium och familjen kallaväxter. Inga underarter finns listade.